# ولیکی ورخ پری لیتییی
ولیکی ورخ پری لیتییی (اسلوونیایی: Veliki Vrh pri Litiji) یک زیستگاه انسانی در اسلوونی است که در Lower Carniola واقع شده‌است.

## خصوصیات
ولیکی ورخ پری لیتییی ۳٫۰۴ کیلومترمربع مساحت و ۱۳۷ نفر جمعیت دارد و ۴۱۹٫۲ متر بالاتر از سطح دریا واقع شده‌است.